# Megapomus
Megapomus — рід доісторичних лопатеперих риб, які мешкали в кам'яновугільному періоді.